# Steinkopf (Bad Dürkheimer Wald)
Der Steinkopf ist ein 527 Meter hoher Berg im Pfälzerwald rund sieben Kilometer südwestlich von Bad Dürkheim.

## Lage
Unmittelbar südlich befindet sich die Ruine von Schloss Schaudichnichtum; einen Kilometer nördlich liegt das heute als Forsthaus genutzte Schloss Kehrdichannichts. Unterhalb vom Südosthang des Berges fließt der Schwabenbach durch das Hammelstal. Der Berg befindet sich komplett auf der Gemarkung der Stadt Bad Dürkheim.

## Tourismus
Um seine West- und Ostflanke herum verläuft der Fernwanderweg Saar-Rhein-Main.

## Karten
- Topographische Karte 1:50.000, herausgegeben vom Landesvermessungsamt Rheinland-Pfalz 1993
- Steinkopf im Landschaftsinformationssystem der Naturschutzverwaltung Rheinland-Pfalz